# カタジナ・ヤギェロンカ
カタジナ・ヤギェロンカ（ポーランド語:Katarzyna Jagiellonka；スウェーデン語:Katarina Jagellonica av Polen, 1526年11月1日 - 1583年9月16日）は、スウェーデン王ヨハン3世の最初の妃。

## 生涯
ポーランド王・リトアニア大公のジグムント1世とその2番目の妃ボナ・スフォルツァとの間に第5子として生まれた。1562年10月、カタージナはリトアニア大公国の首都ヴィリニュスで、フィンランド公ヨハンと結婚した。ヨハンは兄エリク14世の許しを得ずに結婚したため、外国勢力の手を借りて独立しようとしているとみなされ、兄弟の間に緊張が高まった。カタジナとヨハンはフィンランドのトゥルク城を新居とした。リヴォニアでのヨハンのふるまいに怒ったエリクは、ついに弟に対して兵を挙げた。エリクは10,000人の兵を送って城を包囲した。1563年8月12日、城は降伏した。カタージナとヨハンはスウェーデンへ連行され、グリプスホルム城に幽閉された。
ロシアのツァーリ・イヴァン4世は、カタジナをヨハンと離婚させ、ロシアへ彼女を送るようにエリクと交渉した。ポーランド王位継承権を持つカタージナと結婚する意図がうかがえ、この事態にカタージナと親族は恐れおののいた。スウェーデン人たちは、狂気が進行していくエリクに対して不満をつのらせた。投獄されている間に、カタジナは長女イザベラ（1564年 - 1566年）、シギスムンド（1566年生）、アンナ（1568年生）の3人の子供を生んだ。
1568年にカタジナと夫ヨハンは解放され、翌1569年エリクを廃位したヨハンがスウェーデン王に即位するに及んで、カタジナも王妃として戴冠した。王妃カタジナは国王に強い政治的影響力を及ぼし、カトリック信仰および対抗宗教改革を支持する方向へと夫の心を傾けさせた。後にヨハンの後妻となったグニラ・ユーハンスドッテルもまた、国王を自らの信仰する親プロテスタント路線へと変えさせている。国王は「赤の書」と呼ばれる新しい教会規則の制定に取りかかったが、これはカトリシズムとプロテスタンティズムの教理を混ぜたような体裁になっており、特に儀式面でカトリック教会の要素を多く採り入れていた。この教会規則ではラテン語使用の復活も試みられ、宗教改革の「成果」を軽視する国王の態度は多くの人々の反発を招いた。
カトリックの修道士や聖職者の中には王妃の家臣として宮廷に暮らす者もおり、熱心なプロテスタント達に不快感を与えていた。1572年には、カタジナは出身国ポーランドのホジウシュ枢機卿と、スウェーデンの再カトリック化について書簡を交わしている。1575年、廃止されずに残っていた修道院が宗教改革で禁じられていた修錬士・修錬女の新規迎え入れを許可された。1576年には、カタジナはシギスムンドにイエズス会教育を受けさせるため、息子をポーランドのブラニェヴォに留学させた。またローマからスウェーデン人イエズス会士ラウレンティウス・ニコライが帰国すると、王妃は彼に宗教改革以降は閉鎖されたままだった古いフランチェスコ会修道院を与えて住まわせた。またカタジナは彼にカトリックの神学校を開くことも許可している。プロテスタント達はニコライを「修道院のラッセ」と呼んで憎悪し、彼の学校は襲撃されて1583年には閉鎖された。さらにウプサラ大聖堂内には聖エリク王の聖遺物のための霊廟まで新設された。カタジナは国内最後の修道女たちが暮らすヴァドステーナ修道院を熱心支援し、たびたび修道院に足を運んだ。また、後のドロットニングホルム宮殿の前身となった石造の宮殿は、彼女のために建てられたものである。
カタジナは、長男シギスムンド（ジグムント）を熱心なカトリック教徒に育てた。1587年、彼はポーランド・リトアニア共和国の国王に選ばれ、以後45年にわたってこの選挙王の地位にあった。1592年にはスウェーデン王位にもつくが、彼のあからさまなカトリック信仰はスウェーデン国家との乖離を生みだす結果となり、1599年の廃位を招いたばかりか、これを契機に17世紀中葉まで断続的に続くスウェーデン・ポーランド戦争にもつながった。王妃は晩年にはひどい痛風に悩まされ、1583年に亡くなりウプサラ大聖堂に葬られた。